# Mitologia scozzese
Con il termine mitologia scozzese ci si può riferire ad ogni mitologia della Scozia. I miti sono emersi per vari scopi in tutta la storia della Scozia, a volte elaborati dalle successive generazioni e altre volte completamente respinti e sostituiti da altre narrazioni esplicative.

## Mitologia nazionale
Leggende di origini diverse, quelle scozzesi, sono state create durante il tempo, destinate a scopi diversi. Il desiderio di mantenere una connessione con l'Irlanda, una comune origine nel regno dei Dál Riata, è stato affermato per molti secoli. Reclamare l'indipendenza della corona scozzese contro l'aggressivo espansionismo di quella inglese durante le Guerre d'indipendenza scozzesi è stato l'incentivo per la creazione di altre leggende più creative.
Una leggenda di origine scozzese, o racconto pseudo-storico sulla fondazione del popolo scozzese, appare in forma adattata, in latino del X secolo, come Life di San Cathróe di Metz. Racconta che i coloni greci dell'Asia Minore navigarono i mari e arrivarono a Cruachan Feli "la montagna d'Irlanda", probabilmente a Cruachan Eli (Croagh Patrick, Contea di Mayo), un noto luogo nell'agiografia hiberno-latina dalla Collectanea di Tírechán. Mentre vagavano attraverso l'Irlanda, da Clonmacnoise, Armagh e Kildare a Cork, e, infine, a Bangor, erano continuamente impegnati in guerra con i Pictanei (pitti). Dopo qualche tempo, attraversarono il Mare d'Irlanda per invadere la Caledonia a nord della Britannia Romana, per successivamente catturare Iona e le città di Rigmhonath e Bellathor. Questi ultimi luoghi sono eco della comparsa di Cinnrígmonaid e Cinnbelathoir nelle Cronaca dei re di Alba. Il territorio così conquistato venne poi chiamato Scozia da Scota, la moglie egiziana del comandante spartano Nel o Niul, e San Patrizio convertì la gente al cristianesimo.
Dopo che i pitti adottarono la cultura gaelica e le loro caratteristiche peculiari sbiadirono nella memoria, elementi folkloristici colmarono le lacune della storia. La loro "improvvisa scomparsa" è stata spiegata con un massacro avvenuto ad un banchetto dato da Kenneth MacAlpin (un motivo di folklore internazionale) e sono stati loro attribuiti poteri simili a quelli delle fate, come produrre birra dall'erica ed essi vivevano in case sotterranee. Nel XVIII secolo i pitti vennero cooptati come una razza "germanica".

## Ciclo dell'Ulster
A causa dello spostamento di masse di persone dall'Ulster all'ovest della Scozia, che portarono stretti legami linguistici tra l'Ulster e l'Occidente della Scozia, gran parte della mitologia gaelica venne importata in Scozia e, probabilmente, alcune di queste storie vennero scritte in Scozia. Il Ciclo dell'Ulster, impostato intorno all'inizio dell'era cristiana, è costituito da un gruppo di storie eroiche sulla vita di Conchobar mac Nessa, re dell'Ulster, del grande eroe Cúchulainn e dei loro amici, amanti, e nemici. Questi erano gli Ulaid, o gente del nord-est d'Irlanda e l'azione di queste storie è incentrata intorno alla corte reale di Emain Macha, vicino alla moderna città di Armagh. Gli Ulaid avevano stretti legami con la Scozia gaelica, dove si dice Cúchulainn abbia appreso le arti della guerra.
ll ciclo è composto di storie di nascite, vite precoci e in formazione, corteggiamenti, battaglie, festeggiamenti e morti degli eroi e riflette una società guerriera, in cui la guerra consiste principalmente in combattimenti singoli e la ricchezza si misura soprattutto nel numero di bovini posseduti. Queste storie sono scritte per la maggior parte in prosa. Il fulcro del Ciclo dell'Ulster è il Táin Bó Cúailnge. Altri importanti storie del ciclo dell'Ulster sono la tragica morte del figlio unigenito di Aife, la fuga di Bricrenn la "festa di Bricriu", e Togail Bruidne Da Derga "La distruzione della locanda di da Derga". Questo ciclo è, per certi aspetti, vicino al ciclo mitologico del resto del mondo di lingua gaelica. Alcuni dei personaggi di quest'ultimo riappaiono, e lo stesso tipo di mutazioni magiche è molto in evidenza, fianco a fianco con un severo, quasi spietato realismo. Anche se si può supporre che alcuni personaggi, come Medb o Cú Roí, sono delle divinità e Cúchulainn mostra particolari abilità sovrumane, i personaggi sono mortali e ben radicati in un tempo specifico ed un determinato luogo. Adattamenti gaelico scozzesi, di racconti del ciclo dell'Ulster, appaiono nel manoscritto Glenmasan.

## Finn e Fianna
Le storie di Finn (in lingua irlandese Fionn) mac Cumhaill e la sua banda di soldati di Fianna, sembrano essere inserite intorno al III secolo nelle gaeliche Irlanda e Scozia. Esse differiscono dagli altri cicli mitologici gaelici nella forza dei loro legami con la comunità di lingua gaelica in Scozia e ci sono molti testi esistenti provenienti da quel paese. Essi differiscono anche dal Ciclo dell'Ulster in quanto le storie sono raccontate soprattutto in versi e nei toni sono più vicine alla tradizione del romanticismo che a quella epica. La fonte più importante per il Ciclo feniano è l'Acallam na Senórach (Colloquio dei vecchi), che si trova in due manoscritti del XV secolo, il libro di Lismore e Laud 610, così come in un manoscritto del XVII secolo da Killiney, Contea di Dublino. Il testo è datato, secondo le evidenze linguistiche, al XII secolo e registra le conversazioni tra gli ultimi membri superstiti dei Fianna e San Patrizio ed è costituito da circa 8.000 versi. Le date tarde dei manoscritti possono far riflettere su una più lunga tradizione orale per le storie Feniane, la stessa tradizione orale che è stata tradotta dal gaelico all'inglese da James MacPherson nelle storie di Ossian.
I Fianna della storia sono suddivisi nel Clan Baiscne, guidato da Fionnghall, ed il Morna, guidato dal suo nemico, Goll mac Morna. Goll uccise in battaglia il padre di Fionnghall, Cumhall, e il ragazzo venne cresciuto in segreto. Da giovane, mentre veniva educato nell'arte della poesia, si bruciò accidentalmente il pollice mentre cuoceva il Salmone della Conoscenza, cosa che gli consentì di succhiarsi o mordersi il pollice al fine di ricevere raffiche di stupenda saggezza. Prese quindi il posto di Goll a capo della sua banda e numerosi racconti narrano delle loro avventure. Due dei più grandi racconti gaelici, Tóraigheacht Dhiarmada agus Ghráinne (La ricerca di Diarmuid e Gráinne) e Oisin in Tír na nÓg costituiscono parte del ciclo. La storia di Diarmuid e Grainne, che è uno dei pochi racconti Fenian in prosa, costituisce una fonte probabile del Tristano e Isotta.
Il mondo del Ciclo Feniano è quello in cui i guerrieri professionisti passano il loro tempo a cacciare, combattere, e ad impegnarsi in avventure nel mondo degli spiriti. I nuovi arrivati nella banda dovrebbero conoscere la poesia e sottoporsi ad una serie di test fisici o prove. Non vi è alcun elemento religioso in questi racconti a meno che non sia un'idolatria.

## Miti e leggende delle isole Ebridi

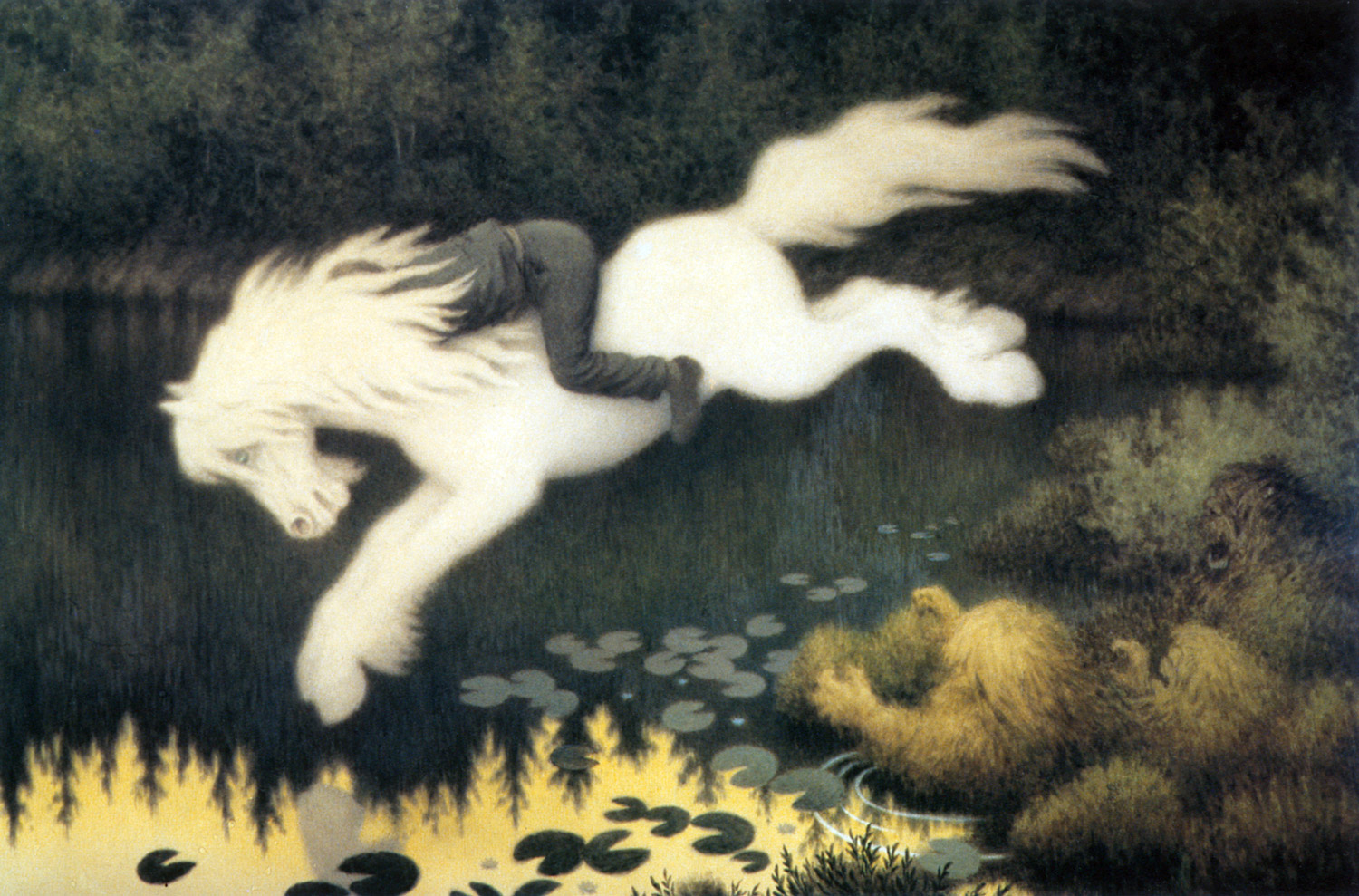
"Ragazzo su cavallo bianco" di Theodor Kittelsen.

- The Blue Men of the Minch (noti anche come tempeste kelpie), che occupavano lo specchio d'acqua tra Lewis e la Scozia continentale, in cerca di marinai da affogare e barche da affondare.
- Kelpie che parla dell'occupazione di laghi, tra cui uno a Leurbost.
- Seonaidh - uno spirito delle acque al quale doveva essere offerta birra.
- Changelings - discendenti malaticci di Faeries, che venivano scambiati segretamente con un bambino umano.

## Folklore delle isole Shetland
- Wulver erano buone creature, simili a lupi mannari. Si dice che lasciassero il cibo per le famiglie povere.

## Mitologia religiosa
Il mito è a volte un aspetto del folklore, ma non tutti i miti sono folklore, né tutto il folklore è mito o mitologia. Le persone che esprimono un interesse per la mitologia sono spesso più concentrati sugli esseri non-umani (a volte indicati come "soprannaturali"). Ci sono stati numerosi gruppi di tali esseri nella cultura scozzese, alcuni dei quali specifici di particolari gruppi etnici (gaelico, norvegese, tedesco, ecc), mentre altri probabilmente evolutisi dalle circostanze uniche della Scozia.
Le Aos-Sidhe, Sìdhichean, o "Fate" erano in origine divinità gaeliche della Scozia pre-cristiana. Esse iniziarono a "convivere" in maniera concettuale e spirituale con il cristianesimo, diminuendo il loro potere e importanza nel corso dei secoli. I letterati medievali gaelici li raggruppano insieme ai Túatha Dé Danann, che condividono alcune caratteristiche con altri personaggi della letteratura celtica. Credenze popolari circa i Banshee riflettono anche gli aspetti di questi esseri. Ci sono altri esseri soprannaturali, le cui caratteristiche rispecchiano i modelli folcloristici provenienti da tutto il mondo. Spiriti ancestrali, e giganti che aiutano a formare il paesaggio e rappresentano le forze della natura, sono ubiqui e puntano a registri non elitari della mitologia.

## Mostro di Loch Ness
Il primo riferimento al mostro di Loch Ness si ebbe sulle rive del fiume Ness, nel 565, da parte del monaco irlandese santo Columba che era nelle terre dei pitti con i suoi confratelli, quando incontrò la gente del posto che seppelliva un uomo presso il fiume. Essi spiegarono che l'uomo stava nuotando nel fiume quando venne attaccato da un "animale d'acqua" che lo aveva sbranato e trascinato sott'acqua. Cercarono di salvarlo con una barca, ma riuscirono soltanto a trascinare il suo cadavere. Sentendo questo, Columba sbalordì i pitti invitando il suo seguace Luigne moccu Min ad attraversare a nuoto il fiume. La bestia si avvicinò a lui, ma Columba fece il segno della croce e ordinò: "Vai via. Non toccare l'uomo. Torna indietro." Così la bestia si fermò immediatamente, come se fosse stato "tirato indietro con delle corde" e fuggì in preda al terrore, mentre gli uomini di Columba ed i pitti pagani lodavano Dio per il miracolo.

## Leggenda arturiana (Re Artù)
La Scozia compare nelle leggende arturiane. Lot del Lothian, un membro della Tavola Rotonda e cognato di Artù, è detto essere re del Lothian e delle Isole Orcadi. Inoltre Mordred, figlio di Re Artù, venne raccolto alle Orcadi.